# ZETO

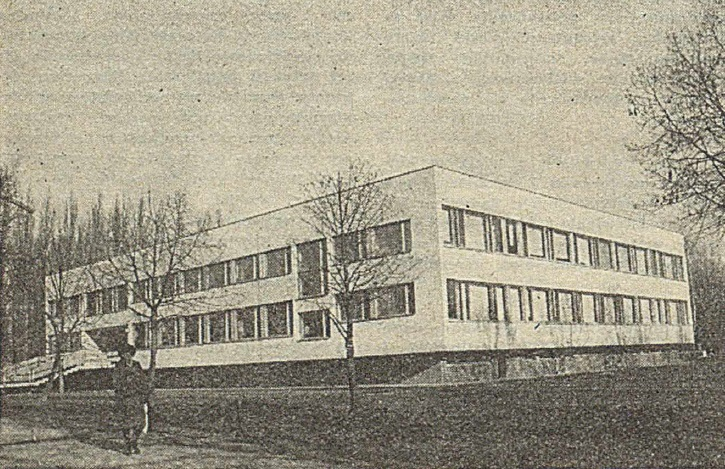
Budynek ZETO w Warszawie (ZOWAR)

ZETO (Zakład Elektronicznej Techniki Obliczeniowej) – nazwa (akronim) jednego z najwcześniej powstałych przedsiębiorstw informatycznych w Polsce. Od ich powstania rozwijały się komercyjne zastosowania informatyki w gospodarce narodowej.

## Historia

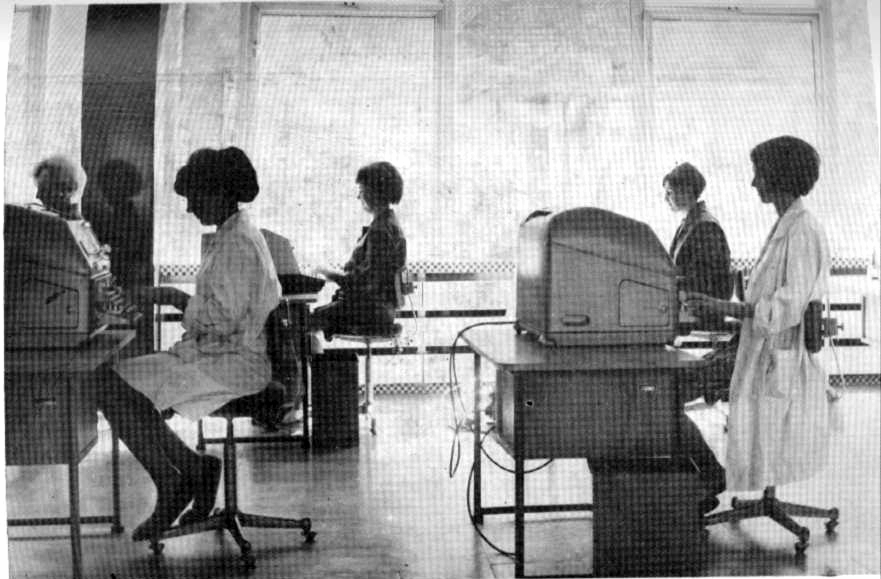
Przygotowywanie danych w ZETO Wrocław

22 stycznia 1964 Rada Ministrów podjęła uchwałę nr 18/64 w sprawie rozwoju elektronicznej techniki obliczeniowej. W oparciu o tę uchwałę zarządzeniem nr 71 Przewodniczącego Komitetu Nauki i Techniki z 26 października 1964 utworzono jednostkę budżetową – Zakłady Elektronicznej Techniki Obliczeniowej przy ul. Krzywickiego 34 w Warszawie podległe Biuru Pełnomocnika Rządu ds. Elektronicznej Techniki Obliczeniowej (PRETO) przy ul. Wawelskiej 1-3 w Warszawie. Następnie przystąpiono do tworzenia w największych miastach kraju Zakładów Obliczeniowych będących oddziałami Zakładów Elektronicznej Techniki Obliczeniowej (ZETO), a w dalszej kolejności do tworzenia zakładów obliczeniowych będących z kolei filiami oddziałów.
Pierwszy Zakład Obliczeniowy ZETO powstał 1 grudnia 1964 roku we Wrocławiu, a w 1965 i 1966 w kolejnych miastach. Wyposażano je wówczas w komputery rozmaitej proweniencji. Były wśród nich komputery do przetwarzania danych: importowane IBM 1440 i ICL 1904, Mińsk 22 i Mińsk 32, a także krajowe Odra 1304 i ZAM-41 oraz komputery obliczeniowe – Odra 1003, Odra 1204, Odra 1013. Powstało także Biuro Studiów i Projektów Systemów Elektronicznego Przetwarzania Danych (BSiPSED). Głównym zadaniem Zakładów było wykonywanie prac obliczeniowych, projektowanie i wdrażanie systemów przetwarzania informacji, przygotowywanie przedsiębiorstw do stosowania ETO, pomoc uczelniom i instytutom w zakresie przetwarzania informacji.
1 stycznia 1971 powstało Krajowe Biuro Informatyki, któremu podporządkowano powołane jednocześnie Zjednoczenie Informatyki w Warszawie, któremu podlegały wszystkie ZETO przekształcone w tym dniu w przedsiębiorstwa państwowe. Liczba jednostek ZETO zwiększała się i wynosiła: 18 w 1968 i 1970, 23 w 1971 i 1975, 47 w 1979, 51 w 1980.
Rozwój Sieci ZETO obrazuje poniższa tabela.
|                          | 1970  | 1975           | 1980 |
| ------------------------ | ----- | -------------- | ---- |
| Liczba jednostek         | 18    | 23             | 51   |
| Zatrudnienie             | 1584  | 4350           | 6100 |
| Liczba komputerów        | 29    | 48 +5 (montaż) | 95   |
| Wartość majątku (mln zł) | 506,7 | 1473,7         | 3886 |
| Sprzedaż (mln zł)        | 152,8 | 764,8          | 1870 |

8 kwietnia 1971 Biuro Studiów i Projektów Systemów Elektronicznego Przetwarzania Danych zostało przemianowane na Ośrodek Badawczo-Rozwojowy Informatyki (OBRI).
W tym czasie informatyka w Polsce rozwijała się głównie, czyli prawie wyłącznie poprzez i przy udziale tzw. „Sieci ZETO”. OBRI podjęło szkolenie kadry informatyków w Polsce, pracowało także nad stworzeniem Krajowego Systemu Informatycznego; w latach 1976–1979 opracowało wersje systemów DOS i OS dla komputerów Jednolitego Systemu. W 1977 ZETO obsługiwało około 2000 jednostek gospodarczych, a w 1980 ponad 2500. Oprócz ZETO, drugą pod względem wielkości siecią, była sieć CETOB (Centrum Elektronicznej Techniki Obliczeniowej Budownictwa).
W 1978 wprowadzono działalność eksportową w Zjednoczeniu Informatyki. 1 kwietnia 1979 OBRI i ZETO Warszawa połączyły się i utworzyły Centrum Projektowania i Zastosowań Informatyki z siedzibą w Warszawie. W 1981 Zebranie Ogólne Delegatów Samorządów Zakładów zadecydowało o likwidacji Zjednoczenia, jednocześnie 30 grudnia 1981 została ogłoszona Uchwała nr 242 Rady Ministrów z 30 listopada 1981 w sprawie zasad, trybu i terminu zniesienia zjednoczeń przedsiębiorstw państwowych. Formalnie Zjednoczenie zakończyło działalność 31 maja 1982 (koniec pracy Komisji Likwidacyjnej powołanej 26 stycznia 1982). W listopadzie 1981 Kolegium Zjednoczenia uznało za celowe działanie w kierunku zrzeszenia przedsiębiorstw tworzących sieć ZETO, do czasu utworzenia Zrzeszenia funkcjonowała Rada Dyrektorów ZETO. W 1982 powstało Zrzeszenie Informatyki.

### Sieć ZETO
| Nazwa                                                                                       | Adres                                                                                          | Data powstania                                                                          | Data zamknięcia lub przekształcenia  | Wyposażenie |
| ------------------------------------------------------------------------------------------- | ---------------------------------------------------------------------------------------------- | --------------------------------------------------------------------------------------- | ------------------------------------ | --- |
| Centrum Projektowania i Zastosowań Informatyki z siedzibą w Warszawie                       |                                                                                                | 1 kwietnia 1979                                                                         |                                      | |
| OBRI (do 8.04.1971 Biuro Studiów i Projektów Systemów Elektronicznego Przetwarzania Danych) | Ośrodek Szkoleniowy (Świerk) ul. Czerniakowska 73/79, Warszawa                                 | 1965                                                                                    | 1 kwietnia 1979 (połączenie z ZOWAR) | - R-20 - ROBOTRON 21 (18.12.1973-1974) - Odra 1305 - R-32 (własność WSK) - R-22 (ok. 1975-) |
| ZETO Białystok                                                                              | ul. Malmeda, Białystok ul. Kościuszki 15, Białystok                                            | 1966 1967                                                                               | 1992                                 | - MLA Soemtron (1967-) - Odra 1305 (09.1974-) - Mera 302 (1974-) - Odra 1305 (03.1975-) - R-20 (1975/6-) |
| - ZETO Ełk                                                                                  |                                                                                                |                                                                                         |                                      | - 2 x Mera seria 300 |
| ZETO Bydgoszcz                                                                              | ul. Królowej Jadwigi 25, Bydgoszcz                                                             | 1 stycznia 1966                                                                         | 1995                                 | - Mińsk 22 (1972-przed 1976) - Odra 1304 (-1976) - Odra 1305 (1976) - Odra 1325 (10.1976-) - R-22 (1976-) |
| - ZETO Włocławek                                                                            | ul. Toruńska 77, Włocławek                                                                     | 1976/1977                                                                               |                                      | - Odra 1304 (1976-) - Mera 303 |
| ZETO Gdańsk z siedzibą w Gdyni                                                              | ul. Żwirki i Wigury 1, Gdynia                                                                  | 1965 1966                                                                               |                                      | - ICL/ICT 1904 (1966/7-1976-) - Odra 1305 (1974-1976-) - Odra 1305 (1976) |
| - filia na Uniwersytecie Gdańskim                                                           | Sopot                                                                                          | 1978                                                                                    |                                      | - R-32 (1978-) |
| - ZETO Olsztyn                                                                              | ul. Barbary 9, Olsztyn                                                                         | 1971                                                                                    | 19 czerwca 1991                      | - Odra 1304 (08.1973-) - 38 x Soemtron - 3 x SAM - Odra 1204 (Akademia Rolniczo-Techniczna) - 3 x MERA - PERTEC |
| ZETO Jelenia Góra                                                                           | ul. Pstrowskiego 20, Jelenia Góra                                                              | 1971 15.11.1972 (filia ZETO Wrocław) 1975 (samodzielne przedsiębiorstwo)                |                                      | - Odra 1204 (1972-) - Odra 1304 (1974) - Odra 1305 (1975-) - R-20 (1975-) - zdalnie z ZETO Wrocław: Odra 1304 |
| ZETO Katowice                                                                               | ul. Owocowa 1, Katowice                                                                        | 1965                                                                                    |                                      | - ZAM-2(1965-) - Mińsk 22 (1971-przed 1974) - Mińsk 23 (1971-przed 1974) - Mińsk 22 (1971-1974-) - 3 x Mińsk 32 (1971-1974-) - R-60 (2.09.1981-) |
| - ZETO Będzin                                                                               |                                                                                                |                                                                                         |                                      | |
| - ZETO Bielsko-Biała                                                                        |                                                                                                |                                                                                         |                                      | |
| - ZETO Częstochowa                                                                          |                                                                                                |                                                                                         |                                      | - Mińsk 22 |
| - ZETO Dąbrowa Górnicza                                                                     |                                                                                                |                                                                                         |                                      | |
| - ZETO Kielce                                                                               | ul. Śniadeckich 31/33, Kielce                                                                  | 1 lutego 1968                                                                           |                                      | - Odra 1003 (1968-1970-) - Odra 1304 (08.1972-) - Odra 1305 (1974-) - Mera 302 (1974-) |
| - ZETO Radom                                                                                |                                                                                                | 1976                                                                                    |                                      | - Odra 1325 (1.3.1977-) - Odra 1305 (ok. 1977-) |
| - ZETO Lublin                                                                               | ul. B. Bieruta 6, Lublinal. Kraśnicka 35, od 2016 roku ul. Diamentowa 2                        |                                                                                         |                                      | - Odra 1305 (1974) |
| - ZETO Tarnobrzeg                                                                           | pl. Targowy 4, Tarnobrzeg                                                                      |                                                                                         |                                      | |
| ZETO Koszalin                                                                               | ul. Findera 85, Koszalin                                                                       | 1967 (fila ZETO Szczecin) 1974/5 (fila ZETO Gdynia) 1977 (samodzielne przedsiębiorstwo) |                                      | - 1 komputer (1975-) |
| - ZETO Szczecinek                                                                           |                                                                                                | 1976                                                                                    |                                      | - Odra 1304 (1977-) |
| ZETO Kraków                                                                                 | budynki AGH ul. Wenecja 2, Kraków ul. Grodzka, Kraków                                          | 1 września 1965                                                                         | 23 sierpnia 1997                     | - Odra 1003 (-przed 1976) - Odra 1013 (-przed 1976) - Mińsk 32 (1972-1976-) - 2 x Mińsk 32 (1976) - 2 x Odra 1305 (1976) |
| - ZETO Rzeszów                                                                              | ul. Poznańska 2, Rzeszów                                                                       | 1 lipca 1966                                                                            | 1 lutego 1992                        | |
| - ZETO Krosno                                                                               |                                                                                                | 1974                                                                                    | 1 lutego 1992                        | |
| - ZETO Przemyśl                                                                             |                                                                                                | 1977                                                                                    | 1 lutego 1992                        | |
| ZETO Łódź                                                                                   | ul. Hutora 69, Łódź ul. Narutowicza, Łódź                                                      | 1965                                                                                    |                                      | - Odra 1003 (1966-przed 1969) - Odra 1013 (1965-) - ZAM-41 (15.09.1969-1974-) - Odra 1204 (1971-przed 1974) - Odra 1304 (1971) - Odra 1305 - R-22 - R-32 - M 4030.1 - R-34 - IBM 4341 M12 - IBM 4381 R13, T92 - IBM 9672 R11 - IBM z800                                             |
| ZETO Poznań                                                                                 | ul. Fredry 80 (obecnie 8A), 60-967 Poznań                                                      | 1965 1967                                                                               | 1992                                 | - 2 x Mińsk 22 (1967-przed 1978) - Odra 1304 (1973-) - Odra 1305 (1974-) - R-20 (1975-) - Odra 1325 (1976-) - R-22 (01.1978-) |
| - ZETO Kalisz                                                                               | Zakładowy Ośrodek Informatyki Agromy                                                           | 1978                                                                                    |                                      | - R-20 - Odra 1305 (własność Agromy) |
| - ZETO Piła                                                                                 |                                                                                                |                                                                                         |                                      | |
| ZETO Szczecin                                                                               | ul. Heyki 14, Szczecin                                                                         | 1965/1966                                                                               | 1993                                 | - Odra 1003 (08.1966-08.1973) - Mińsk 22 (02.1969-1971-) - Odra 1305 - R-22 (17.01.1977-) - Odra 1325 (10.02.1977-) |
| ZETO Wałbrzych z siedzibą w Świdnicy                                                        | Świdnica                                                                                       | 1981                                                                                    |                                      | |
| ZETO Warszawa ZOWAR                                                                         | ul. Śniadeckich 8, Warszawa al. Niepodległości 190, 02-555/00-608 Warszawa                     | 1 stycznia 1965                                                                         | 1 kwietnia 1979 (połączenie z OBRI)  | - ICT 1300 (dzierżawiony czas, CODKK) - ZAM-41 (1.06.1970-przed 1974) - IBM 1440 (07-09.1966-1971-) - IBM 360/50 (1971/2-1974-) - R-22 (11.1976-) |
| - ZETO Praga                                                                                |                                                                                                |                                                                                         |                                      | - Odra 1305 (1974-) |
| - filia na rzecz UW                                                                         | d. budynek CORY                                                                                | ok. 1974                                                                                |                                      | - Odra 1304, 1305 i 1325 (dzierżawa od UW) |
| - filia na rzecz SGGW-AR                                                                    |                                                                                                | ok. 1974                                                                                |                                      | - R-20 |
| - filia na rzecz WSNS                                                                       |                                                                                                | ok. 1974                                                                                |                                      | - R-22 |
| ZETO Wrocław                                                                                | ul. Ofiar Oświęcimskich 7/13, Wrocław                                                          | 1 grudnia 1964 1965                                                                     |                                      | - ELLIOTT 830B (maszyna obca: UWr) (1965-przed 1974) - Odra 1003 (1966-1969) - Mińsk 22 (1967-1975) - Mińsk 22 (1968-1975) - Odra 1204 (1969-1972) - Odra 1304 (1972-przed 1974) - Odra 1304 (1970-?) - Odra 1305 (1974-) - Data Point 2200 - RC-3600 - Mera-302 (-1975) - Mera-302 |
| - Ośrodek Informatyki Oława                                                                 |                                                                                                | 1 października 1975                                                                     |                                      | - 2 x Mińsk 22 (1975-) - Mera 302 (1975-) |
| - ZETO Opole                                                                                | ul. Oleska 6, Opole                                                                            | 1967                                                                                    |                                      | - Odra 1013 (Wyższa Szkoła Pedagogiczna Opole) (1967-1972-) - Odra 1304 (11.1973-) - Mińsk 32 (Zakłady Urz. Przemysłowych w Nysie) - Odra 1204 (Wyższa Szkoła Inżynierska) - 15 x Mera seria 300                                                                                    |
| - ZETO Świdnica                                                                             |                                                                                                |                                                                                         |                                      | - Odra 1305 (1975-) - Odra (?) (1977) |
| - ZETO Zielona Góra                                                                         | ul. Kazimierza Wielkiego 24a ul. Dąbrowskiego 25, Zielona Góra budynki NOVITy, ELTORu, Zastalu | ok. 1969                                                                                | do 20.06.2016                        | - Odra 1304 - Odra 1305 (własna, na terenie Zastalu) - Odra 1305 (dzierżawiona w Falubaz) - Odra 1304 (udostępniona przez WSI) |

### Po 1989

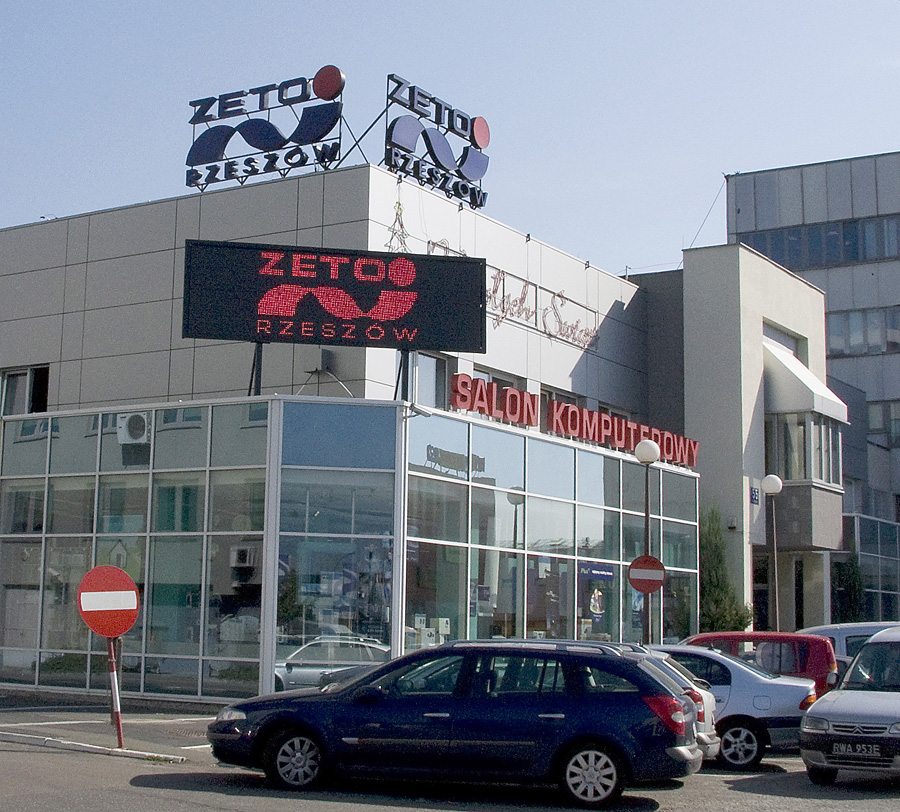
ZETO Rzeszów – budynek po remoncie

Z początkiem lat dziewięćdziesiątych na fali przemian ustrojowych rozpoczęły się w przedsiębiorstwach ZETO procesy prywatyzacyjne, które doprowadziły w ciągu kilku lat do sprywatyzowania się wszystkich przedsiębiorstw państwowych ZETO oraz niektórych ich oddziałów. Rozpadła się tzw. „Sieć ZETO”. Powstało 20 niezależnych już od siebie prywatnych spółek prawa handlowego (akcyjnych lub z ograniczoną odpowiedzialnością): w Białymstoku, Bydgoszczy, Częstochowie, Jeleniej Górze, Kaliszu, Katowicach, Kielcach, Koszalinie, Lublinie, Łodzi, Olsztynie, Opolu, Poznaniu, Rzeszowie, Szczecinie, Świdnicy, Tarnowie, Warszawie, Wrocławiu i Zielonej Górze. Jedynie ZETO Gdynia stała się spółką skarbu gminy, a następnie znalazła się w grupie spółek zależnych od Prokom Software.
W 2007 r. uległy likwidacji ZETO-ZOWAR SA w Warszawie, ZETO Sp. z o.o. w Gdyni, a z końcem 2011 ZETO Częstochowa. W kwietniu 2012 ZETO Łódź zostało przejęte przez Asseco Poland SA, a w lutym 2013 ZETO Bydgoszcz – przez Asseco Systems SA.
W 2012 działało 18 prywatnych spółek informatycznych, których korzenie to Zakłady Elektronicznej Techniki Obliczeniowej i których nazwy wprost lub pośrednio nawiązują do ZETO.
Ważną rolę w ich działalności nadal odgrywają usługi przetwarzania danych realizowane w ośrodkach obliczeniowych (centrach danych) na systemach mainframe.

## Obsługiwane podmioty i wdrożone systemy

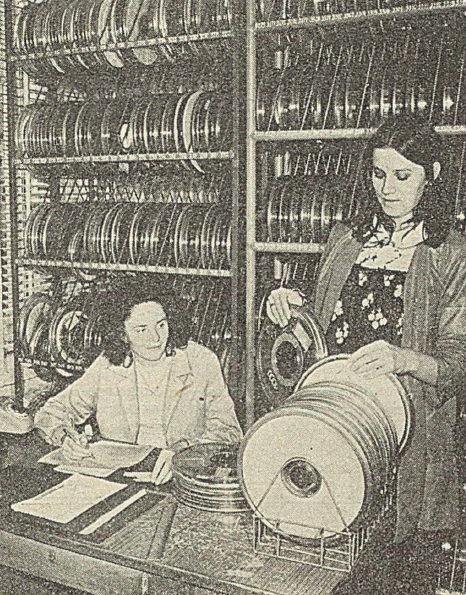
Biblioteka nośników magnetycznych (ZETO Kielce)

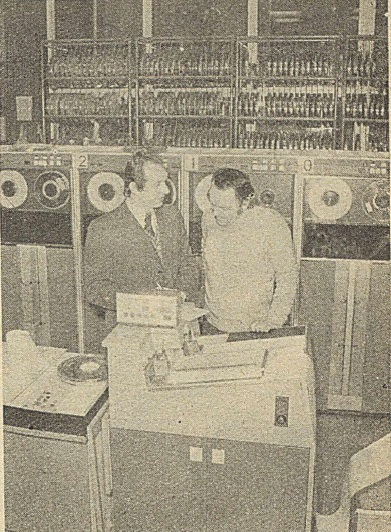
ZETO Bydgoszcz

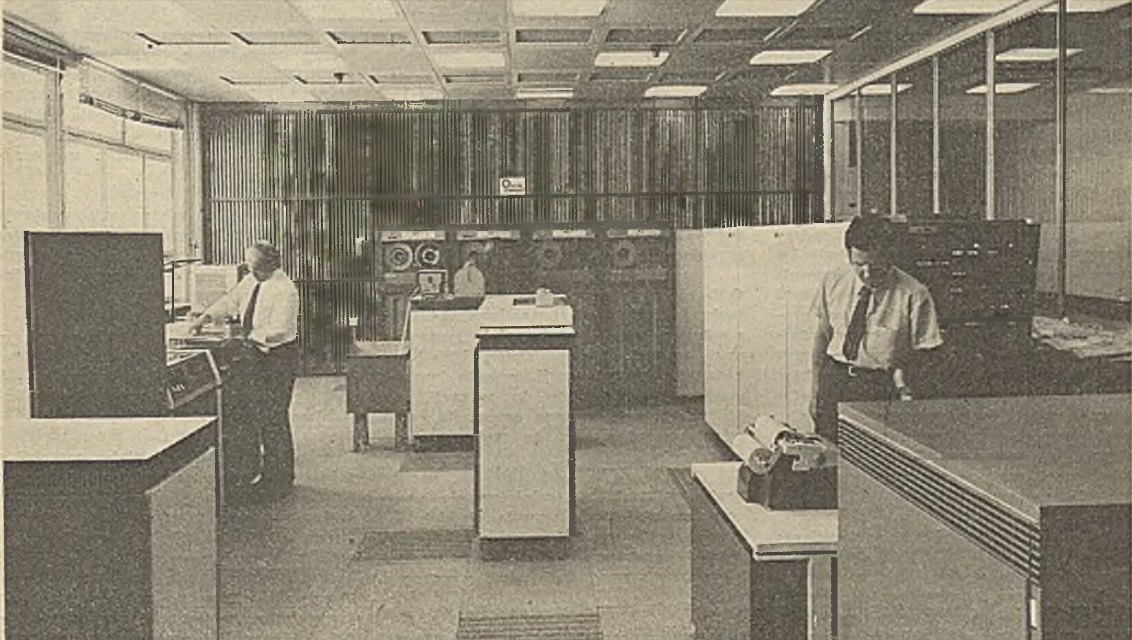
Komputer R-20 w OBRI

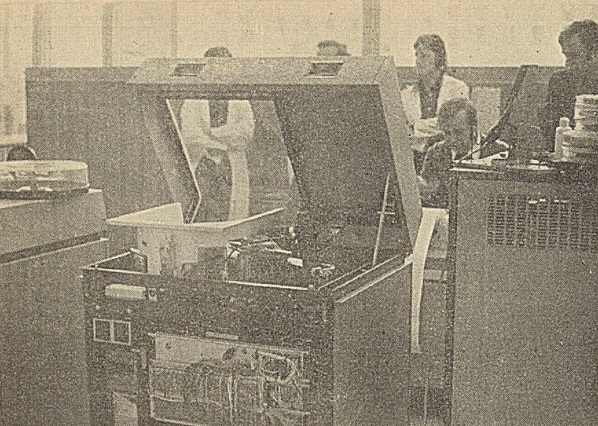
ICT 1904 w ZETO Gdynia

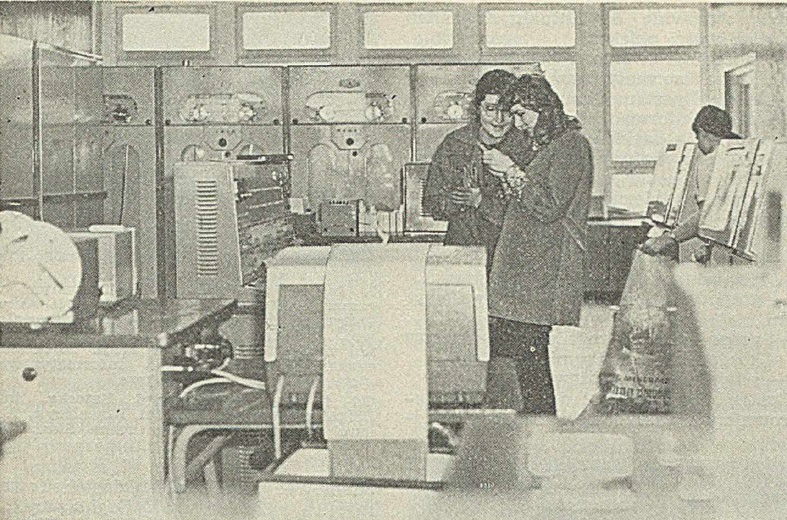
Komputer Mińsk 22 w ZETO Szczecin

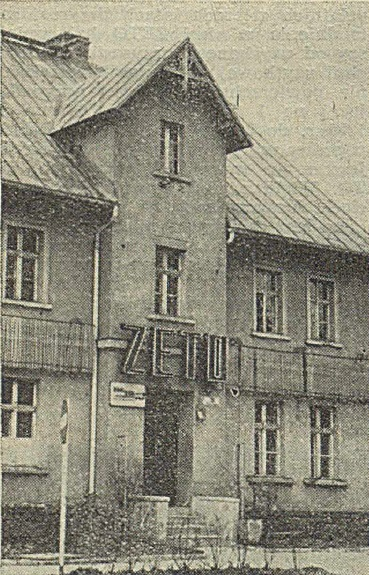
Budynek ZETO w Jeleniej Górze

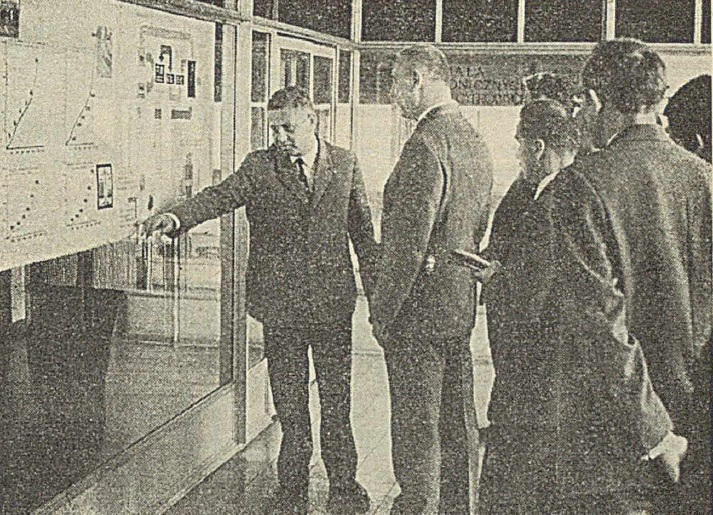
Edward Gierek w ZETO Katowice

### ZETO Białystok
Klienci: Zakład Energetyczny, Zakład Przemysłu Bawełnianego w Fastach, Białostockie Zjednoczenie Budowlane, Zakłady Wytwórcze Osprzętu Kablowego Ełk, Okręgowe Przedsiębiorstwo Przemysłu Zbożowo-Młynarskiego, WSS Społem, Przedsiębiorstwa Robót Inżynieryjno-Montażowych Budownictwa Rolniczego, Wojewódzkie Przedsiębiorstwa Przemysłu Mięsnego, Wytwórnia Wódek, KW MO (system TEMIDA), Biuro Projektów Wodnych i Melioracyjnych, Zakłady Produkcji Maszyn Handlowych, Fabryka Narzędzi i Uchwytów, NBP, PKO, Warszawskie Zakłady Telewizyjne
- 1972 – system ewidencji i informacji o gospodarce rolnej i hodowlanej (Ośrodek wiodący: ZETO Poznań)[95]
- 1972 – system ewidencji i informacji o zasobach ziemi i jej użytkowaniu (Ośrodek wiodący: ZETO Lublin)[95]

### ZETO Bydgoszcz
Klienci: Zjednoczenie Przemysłu Nieorganicznego, Zjednoczenie Tworzyw Sztucznych, Zjednoczenie Przemysłu Płyt i Sklejek, Zjednoczenie Leśnej Produkcji Niedrzewnej LAS, PROMER, Zjednoczenie Przemysłu Mięsnego
- System Ewidencji i Informacji Syntetycznej Miast i Osiedli SEISMO[96]

### ZETO Gdańsk
- 1972 – wraz z gdańskim ośrodkiem przetwarzania danych poczty i telekomunikacji: jednolity system rozliczania usług telekomunikacyjnych[97]

### ZETO Gdynia
Klienci: Centrum Informatyki Resortu Żeglugi, Łączność Stocznia im. Komuny Paryskiej, Zakłady Nawozów Fosforowych i Siarkowych, HARTWIG, UNIMOR, Stocznia Marynarki Wojennej, Gdyńska Stocznia Remontowa, Morski Instytut Rybacki, POLFA Starogard, Zarząd Portu Gdańsk, Zarząd Portu Gdynia, WPKGG
- 1973 – programy do ewidencji obrotu kontenerami Polskich Linii Oceanicznych[98]
- 1974 – praca nad systemem TELKO[25]
- 1974 – opracowanie i zainstalowanie przełącznika PSI-304[27]
- 1975 – na zlecenie WPK Gdańsk – system SARSR (System Automatycznego Rozliczania Działalności Służby Ruchu)[99]

### ZETO Jelenia Góra
Klienci: PROAT Szczecin, Świdnicka Fabryka Urządzeń Przemysłowych, Polfa Jelenia Góra, Zakład Energetyczny Wałbrzych, Przedsiębiorstwo Geologiczne Wrocław, DOFAMA Kamienna Góra, Wojewódzkie Przedsiębiorstwo Przemysłu Maszynowego Jelenia Góra, PGR Trzebioszowice, Zakłady Przemysłu Spirytusowego Wrocław, MPK Jelenia Góra, PP Warzywa-Owoce Bytom, Miejska Pracownia Geodezyjna, Kopalnia Węgla Brunatnego, Fabryka Maszyn Papierniczych w Cieplicach Śląskich, ZAMECH Elbląg, Zakłady Elementów Wyposażenia Budownictwa Bystrzyca, BIPROHUT Gliwice

### ZETO Katowice
- 1972 – opracowanie nowego typu rolki do taśmy magnetycznej 35 mm[100]
- adaptacja programów obsługujących NBP na komputery Mińsk-32[40]
- system gospodarki materiałowej SYGMAT[40]

### ZETO Kielce
Klienci: KCW NOWINY, ELEKTROMONTAŻ, Montoerg Pionki, GEOLOGIA, Przedsiębiorstwo Budowlano-Montażowe ORGANIKA, Koneckie Zakłady Odlewnicze, Centralny Związek Spółdzielczości Pracy, Kombinat Przemysłu Łożysk Tocznych w Kielcach, Z. Ch. PRONIT, GERLACH Drewnica, Kieleckie Przedsiębiorstwo Budowy Mostów, K. P. Prod. Elem. Prefabr, KZWM, Z. M. Skarżysko, REKORD Jędrzejów, ISKRA, WZGS Radom, Z. Odlew. Radom, Centrala Tekstylna, NBP Oddziały w: Kielcach, Radomiu, Ostrowcu, Starachowicach, Skarżysku, PKS Składnica Części w Kielcach, Ministerstwo Oświaty i Wychowania w Warszawie, Centrum Informatyki i Badań Ekonomiki Hutnictwa, Centralny Urząd Geologii, Kielecki Zarząd Aptek
- Armatury – współudział przy opracowaniu kompleksowego systemu gospodarki materiałowej dla Zjednoczenia CHEMAK[14]
- na zlecenie OBRI – system ewidencji kadr nauczycielskich EWIKAN[46][101]

### ZETO Koszalin
- 1972 – system ewidencji i informacji o zasobach ziemi i jej użytkowaniu (Ośrodek wiodący: ZETO Lublin)[95]

### ZETO Kraków
Klienci: PKO, BGŻ, przedsiębiorstwa gospodarki komunalnej, Zakłady im. Szatkowskiego, BONARKA, ALWERNIA, SODA
- 1972 – system ewidencji i informacji o gospodarce rolnej i hodowlanej (Ośrodek wiodący: ZETO Poznań)[95]
- 1972 (22 maja) – system rozliczania książeczek PKO (Mińsk 32)[54]
- SSIM – System Sterowania Inwestycjami Miejskimi[102]
- SYWIN – generacyjny system wyszukiwania i wydruku informacji[103]
- PROSTR – pakiet dokumentowania i wspomagania prac programistów[104]

### ZETO Lublin
- 1972 – system ewidencji i informacji o zasobach ziemi i jej użytkowaniu EWGRUN (wraz z ZETO Koszalin, Białystok, Zielona Góra)[95][105]

### ZETO Łódź
Klienci: Wojskowa Akademia Techniczna
- 1972 – system ewidencji i informacji syntetycznej miast i osiedli SEISMO (potem ZETO Bydgoszcz)[95]
- współudział w pracach nad systemem MERKURY[106]

### ZETO Olsztyn
Klienci: WARFAMA Dobre Miasto, KROSNOLEN Krosno, Olsztyńska Fabryka Mebli, Reszelski Zakład Przemysłu Maszynowego Leśnictwa, Malborskie Zakłady Przemysłu Maszynowego Leśnictwa, Centralna Stacja Hodowli Zwierząt Warszawa, Okręgowa Stacja Hodowli Zwierząt Olsztyn, LENPOL Szczytno, AGROMET-FAMAROL Słupsk, SM „Pojezierze”, Olsztyńska Spółdzielnia Mieszkaniowa
- System Automatycznej Oceny Hodowlanej Krów SYMLEK[31][107]

### ZETO Opole
Klienci: Huta „Małapanew” Ozimek, „Otmęt” Krapkowice, „Rafamet” Kuźnia Raciborska, „Famak” Kluczbork

### ZETO Poznań
Klienci: Fabryka Łożysk Tocznych (od 1967), Swarzędzkie Fabryki Mebli, Wojewódzkie Przedsiębiorstwo Tekstylno-Odzieżowe, Wojewódzka Hurtownia Przemysłu Chemicznego, AGROMA, Zakłady Metalurgiczne POMET, WIEPOFAMA, MODENA, Goplana, DELTA (Kalisz), Polfa, Tonsil, MTP
- Stomil[63] – system RONA (rozliczanie nakładów na produkcję)[al][62]
- obsługa właścicieli książeczek PKO[63][108]
- system rozliczeń strat żywiołowych PZU[63][108]
- PONAR-BIPRON w zakresie obliczeń w systemie BIPRON-500[62]
- opracowanie systemu analizy przepływu krwi w nerkach dla Instytutu Chirurgii AM w Poznaniu[62]
- STEP dla Poznańskiej Fabryki Maszyn Żniwnych, Śląskich Zakładów Mechaniczno-Optycznych, Unitra-Teletra Kołobrzeg, Zakłady Kineskopów Kolorowych Piaseczno[66]
- FK-UCZE w UAM, AR Poznań, AR Szczecin, Wyższej Szkole Morskiej w Szczecinie, Politechnice Szczecińskiej, UMK Toruń[66]
- SIGMAT w Wojewódzkich Zakładach Motoryzacyjnych w Poznaniu, WPK Kalisz, POLAM Piła, POLAM Pabianice, Wielkopolskich Zakładach Przemysłu Ziemniaczanego, Zakłady Piwowarskie w Koszalinie, SPOMASZ Gniezno, BACUTIL Gniezno, POLSREBRO Poznań[66]
- 1972 – system ewidencji i informacji o gospodarce rolnej i hodowlanej (wraz z ZETO Szczecin, Kraków, Białystok, Zielona Góra)[95]
- 1973 – opracowanie dla Instytutu Chemii Nieorganicznej Zakładu Kwasu Siarkowego w Luboniu programów umożliwiających projektowanie aparatów kontaktowych (Mińsk 22/Odra 1304)[62]
- od 1973 – obsługa rachunków prowadzonych w NBP[63][108]; pierwszy oddział testowy – VI O/NBP[109]

### ZETO Szczecin
Klienci: Fabryka Armatur Lipiany, DANA, HYDROMA, Huta Szczecin, POLMO, BUMAR
- 1972 – system ewidencji i informacji o gospodarce rolnej i hodowlanej (Ośrodek wiodący: ZETO Poznań)[95]
- 1972 – wdrażanie Systemu WEKTOR w województwie szczecińskim[110][70]
- 1974 – system ewidencji pojazdów REJESTR (opracowany przez Politechnikę Szczecińską)[111]
- ASPIK – Automatyczny System Planowania i Kontroli[112]

### ZETO Warszawa
Klienci: FSO, FSC Starachowice, ZPO „Cora”, WPHO Warszawa, CINTE, Petrochemia w Płocku i Zakłady Mechaniczne im. M. Nowotki w Warszawie, 14 resortów, PAN, CZSM, „Samopomoc Chłopska”, Pełnomocnik Rządu ds. Energii Jądrowej, Rządowe Centrum Informatyki (RCI) i inni
- 1965–1967 – Pakiet Obliczeń Produkcyjnych w FSO, FSC Starachowice[113], ZM im. M. Nowotki, PZO[116]
- 1970 (luty) – nowy system EPD w FSO[au][117]
- 1971–1974 – System POLRAX[118]
- 1972 – układ przełączników drukarek ACPU – 128M (do komputerów Mińsk 22)[100]
- 1972 – system ewidencji i informacji medycznych SEIM[95]
- 1972 – oprogramowanie użytkowe dla Systemu WEKTOR (K-202, Odra 1325)[119]; eksploatacja systemu WEKTOR W (IBM 360/50)[77]
- 1974-1976 – prace dla RCI – systemy MAGISTER, PESEL[80]

### ZETO Wrocław
Klienci: Dolmel, ZREMB, Fadroma
- 1967–1986 – system wspomagający produkcję SYKOP[al][116]
- 1972 – system ewidencji i informacji dotyczących zasobów materiałowych i masy towarowej, systemy sterowania siecią zaopatrzenia i handlu (wraz z ZETO Zielona Góra)[95]
- obsługa systemu POLRAX-2 w trybie abonenckim (Odra 1305)[35][86]

W marcu 2022 budynek przy ul. Ofiar Oświęcimskich 7-13, w którym mieściło się ZETO Wrocław, został wpisany do rejestru zabytków, jako „przykład powojennego modernizmu”. Obiekt został wzniesiony w latach 1967–1969 wg projektu Anny i Jerzego Tarnawskich, powstałego w Przedsiębiorstwie Projektowania Budownictwa Miejskiego Miasto-Projekt Wrocław, w pracowni J. Czerechowskiego. Właściciel budynku – Zakład Elektronicznej Techniki Obliczeniowej ZETO Sp. z o.o. w likwidacji – zaskarżył jednak decyzję i Wojewódzki Sąd Administracyjny w Warszawie uchylił wpis do rejestru. 31 lipca 2023 do prezydenta Wrocławia trafił wniosek o pozwolenie na rozbiórkę obiektu, złożony przez właściciela.

### ZETO Zielona Góra
- 1972 – system ewidencji i informacji dotyczących zasobów materiałowych i masy towarowej, systemy sterowania siecią zaopatrzenia i handlu (Ośrodek wiodący: ZETO Wrocław)[95]
- 1972 – system ewidencji i informacji o gospodarce rolnej i hodowlanej (Ośrodek wiodący: ZETO Poznań)[95]
- 1972 – system ewidencji i informacji o zasobach ziemi i jej użytkowaniu (Ośrodek wiodący: ZETO Lublin)[95]
- 1972 – system ewidencji i informacji inwestycyjnej SEIL[95]